# Jeg er din
Jeg er din é um filme de drama norueguês de 2013 dirigido e escrito por Iram Haq. Foi selecionado como representante da Noruega à edição do Oscar 2014, organizada pela Academia de Artes e Ciências Cinematográficas.

## Elenco
- Amrita Acharia - Mina
- Ola Rapace - Jesper
- Prince Singh - Felix
- Rabia Noreen - Samina
- Trond Fausa - Martin
- Jesper Malm - Simon